# Xã Center No. 1, Quận Greene, Missouri
Xã Center No. 1 (tiếng Anh: Center No. 1 Township) là một xã thuộc quận Greene, tiểu bang Missouri, Hoa Kỳ. Năm 2010, dân số của xã này là 3.792 người.